# Tertiär- und Industrie-Erlebnispark Stöffel

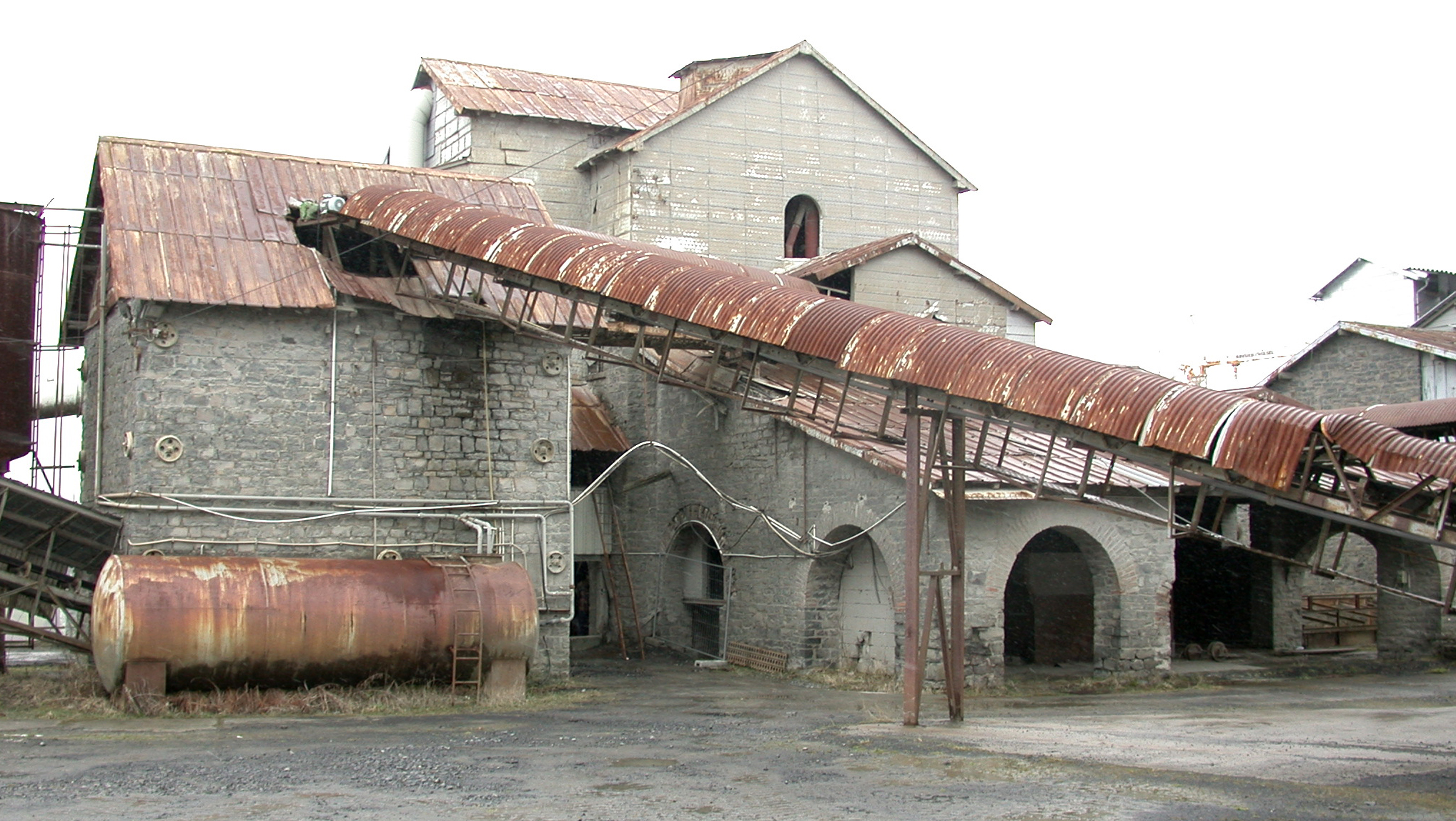
Hauptgebäude, Rückansicht

Der Tertiär- und Industrie-Erlebnispark Stöffel (auch als Stöffelpark bekannt) ist ein Freilichtmuseum im Westerwald. Benannt ist er nach dem Stöffel, einer zwischen den Bächen Nister und Hornister liegenden Basaltkuppe im Bereich der Gemeinden Enspel, Stockum-Püschen und Nistertal im Westerburger Land. Das Museum befasst sich vor allem mit der Geschichte des Basaltabbaus und den am Ort gefundenen Fossilien.
Der Park ist in dem mit rund 140 Hektar größten zusammenhängenden Basaltabbaugebiet im Westerwald entstanden. Der Basaltabbau auf dem heutigen Park-Gelände wurde im Jahr 2000 eingestellt. Direkt im Anschluss befindet sich jedoch ein heute noch aktiver Basaltbruch. Das Gelände enthält ein in seiner Vollständigkeit einzigartiges Ensemble von historischen Industriebauten der Basaltverarbeitung und eine bedeutsame Fossillagerstätte aus dem Oligozän vor 25 Millionen Jahren. Der bekannteste Fund ist die gleitfliegende „Stöffelmaus“ Eomys quercyi. Im Jahr 2018 wurden rund 48.000 Besucher gezählt.

## Geschichte des Basaltabbaus am Stöffel
Die Höhe der Basaltkuppe betrug gegen Ende des 19. Jahrhunderts 498 Meter und verlor durch den Basaltabbau gut 90 Meter an Höhe. Der Name Stöffel ist auf das Wort Stuuille (urkundliche Erwähnung aus dem Jahr 1263) zurückzuführen und bezeichnete den stuhlähnlichen Basaltfelsen auf der alten Berghöhe.
Unter anderem begann die Firma J. G. Adrian dort um 1902 mit den Vorbereitungen zum Basaltabbau. Sie wurde ein wichtiger Arbeitgeber in der Region. Mit dem Bau einer Bahnverladestation, der heute so genannten Alten Werkstatt und eines Brechergebäudes begann 1903 der eigentliche Abbaubetrieb. Das Gelände wurde mit einem Schienennetz versehen, da der Transport von Material vor allem mit Güterloren stattfand. Die Stellmacherei befand sich in der Werkstatt, die einen Gleisanschluss erhielt. 1906 waren zunächst sechs Arbeiter im Steinbruch beschäftigt. 1907 wurden zur Behebung des Arbeitskräftemangels 20 Italiener eingestellt. Der Wochenlohn betrug damals 35 bis 40 Mark. 1912 entstand ein Dynamitlager. Um 1914 wurde die anfänglich zur Energieerzeugung eingesetzte Lokomobile durch eine fest installierte Dampfmaschine ersetzt. Der Schornstein mit 38 Meter Höhe wurde in den 1970er-Jahren abgerissen. Der Dampfmaschine folgten 1922 drei BBC-Elektromotoren mit jeweils 125 PS. Drei weitere Brecheranlagen kamen dazu. In den 1920er-Jahren arbeiteten bis zu 1000 Menschen im Steinbruch.
1949 erfolgte der Bau von Ersatzteilschuppen, sogenannte Nissenhallen, und der Bau einer Unterkunft. Von 1950 an wurde der Rohstofftransport anstelle der Loren auf Lkw umgestellt. Außerdem kamen immer mehr Bagger zum Einsatz. In diesem Zeitraum waren rund 120 Arbeiter bei Adrian beschäftigt. 1958 wurde ein Förderband von den Brecheranlagen direkt zur Bahnverladung installiert. Der Abbau war bis zum Ende des Jahres 2000 in Betrieb, zuletzt mit elf Arbeitern. Die Abbaumenge allein bei der Firma Adrian betrug im letzten Betriebsjahr fast 341.000 Tonnen.

## Der Stöffel-Park heute

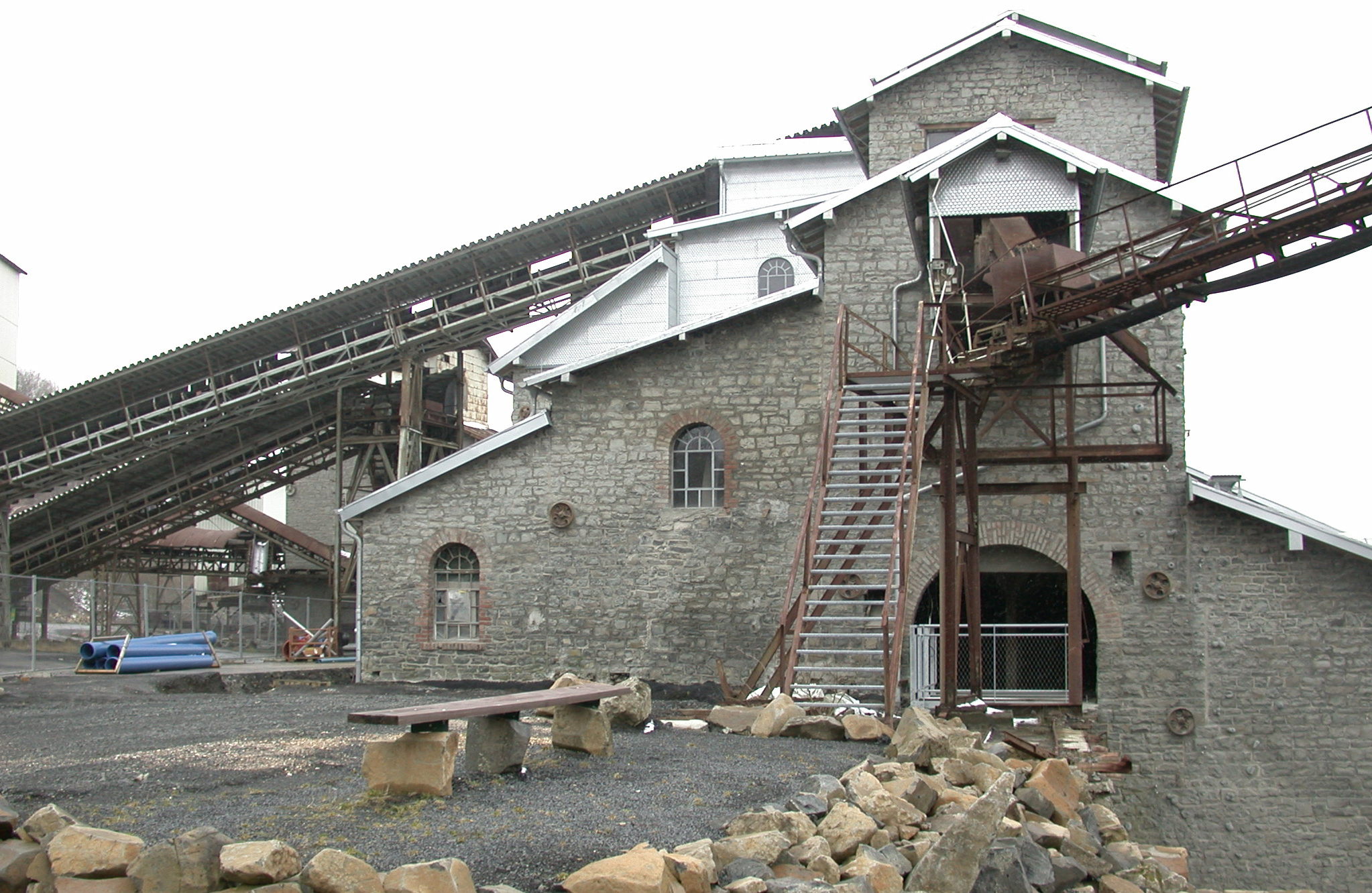
Hauptgebäude, Seitenansicht

### Industriegeschichte
Im Gegensatz zu den meisten anderen rohstoffabbauenden Betrieben wurden die alten Abbaueinrichtungen und Gebäude von J. G. Adrian nicht abgerissen, sondern von den Firmeneigentümern im Laufe der Jahre immer wieder modernisiert oder einer anderen Nutzung zugeführt. So findet sich heute ein in seiner Vollständigkeit herausragendes Ensemble von historischen Industriebauten der Basaltverarbeitung. Neben der Alten Schmiede mit der Esse von 1913, Transmission, einer Hammerschmiede, einer pressluftgetriebenen Schlagschere, diversen Standbohrmaschinen und Drehbänken gehören zum Ensemble das Kessel- und Schalthaus, Silos, ein Kohleschuppen, Brecheranlagen, ein Bremsberg, ein Vorbrecher und eine Bahnverladestation. Die Alte Schmiede dient heute als Museum, in dem die historischen Werkzeuge durch Audio- und Videomedien ergänzt werden.

### Die Fossilien
Eine bedeutsame Fossillagerstätte aus dem Oligozän befindet sich auf dem Stöffel-Gelände, die 25 Millionen Jahre alte Pflanzen- und Tierfunde birgt. Die Funde stammen aus den Ablagerungen eines durch einen Vulkanausbruch verschütteten Maarsees, die zu Ölschiefer wurden. Sie wurde von zwei Kindern Mitte der 1980er-Jahre wiederentdeckt, die Fundstätte war bereits 1865 bekannt gewesen.
Von 1990 bis 2015 führte die Generaldirektion Kulturelles Erbe Rheinland-Pfalz, Direktion Landesarchäologie/Erdgeschichte in Mainz, unter der Leitung von Michael Wuttke Grabungen an der Fossillagerstätte durch. Rund 36.000 Fossilien wurden geborgen, viele präpariert und inventarisiert. Den Fundort im Namen tragen nun zum Beispiel der Wasserkäfer Hydrobiomorpha enspelense oder der karpfenartige Fisch Paläorutilus enspelensis. Der bekannteste sowie sehr gut erhaltene Fund ist der des gleitfliegenden Säugetiers Eomys quercyi. Das Fundstück wird umgangssprachlich Stöffelmaus genannt. Bis heute ist es der älteste Nachweis des Gleitflugs bei Nagetieren.
Weitere Funde sind unter anderem Krokodilzähne, Insekten und Amphibien. Das 2016 eingeweihte Museumsgebäude Tertiärum ist diesem Aspekt des Stöffel gewidmet.

### Sonstiges
Der Stöffel-Park zählt zum Geopark Westerwald-Lahn-Taunus. Auf dem Gelände gibt es Kunstinstallationen und ein Uhu-Pärchen in einer Voliere. Verschiedene Gebäude und Anlagen werden für Veranstaltungen vermietet. In einem ehemaligen Schottersilo entstand eine Bühne für Open-Air-Konzerte mit bis zu 400 Besuchern. 2006 wurde ein 17 Meter hoher Aussichtsturm in der Gemarkung Stockum-Püschen errichtet. Der Westerwald-Steig führt direkt am Stöffel-Park vorbei. Derzeit läuft die Rekultivierung einzelner Teilgebiete des Basalt-Tagebaus.
Ein Förderverein mit mehr als 500 Mitgliedern unterstützt den Stöffel-Park. Die Grundschule Stockum-Püschen ist dem Park als Partnerschule verbunden und trägt den Namen Stöffelmaus-Schule.

### Träger
Träger des Stöffel-Parks sind der Westerwaldkreis, die Verbandsgemeinde Westerburg sowie die Ortsgemeinden Enspel und Stockum-Püschen. Eine Beteiligung mit einem Förderbeitrag leistet die Ortsgemeinde Nistertal.

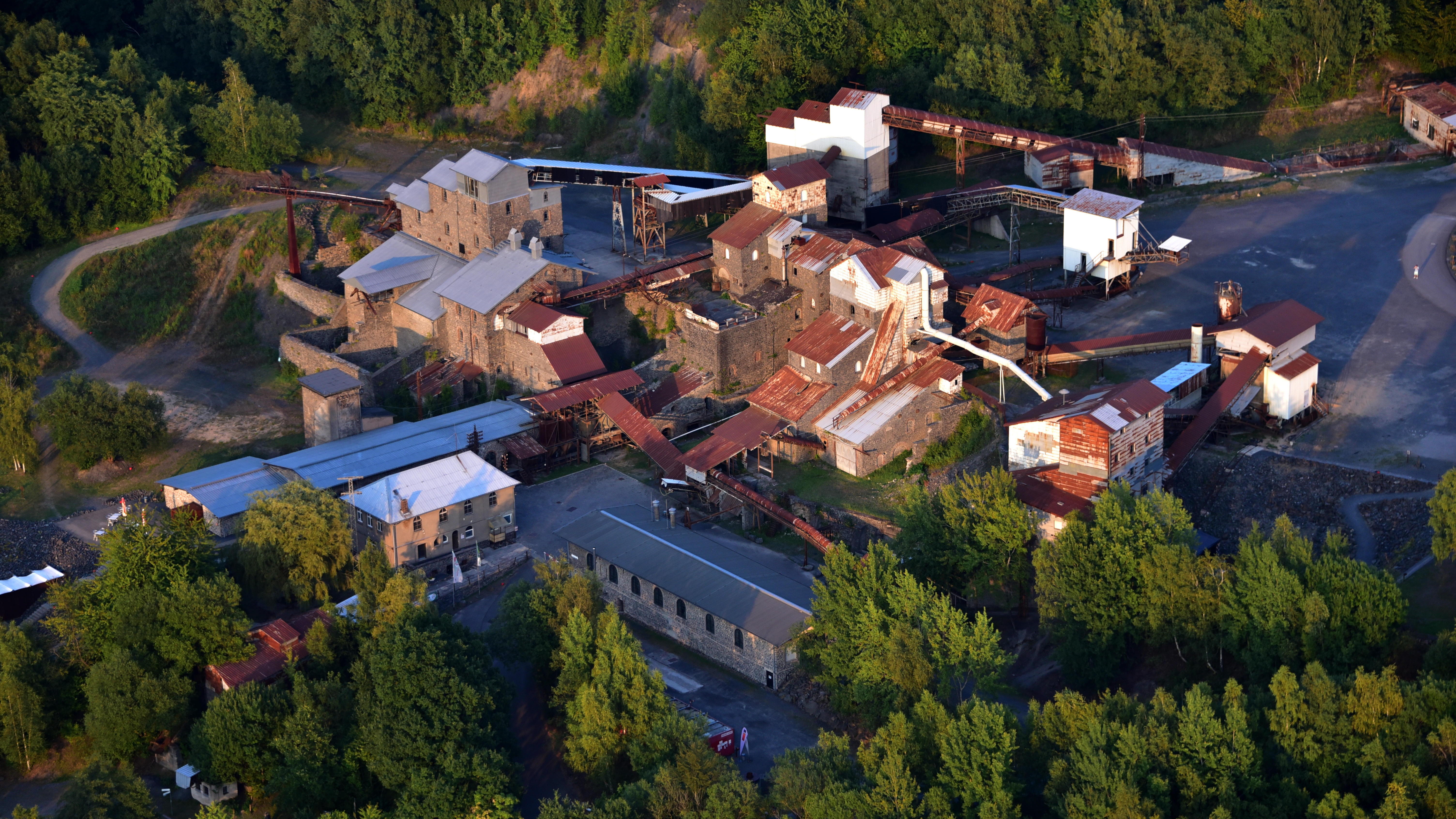
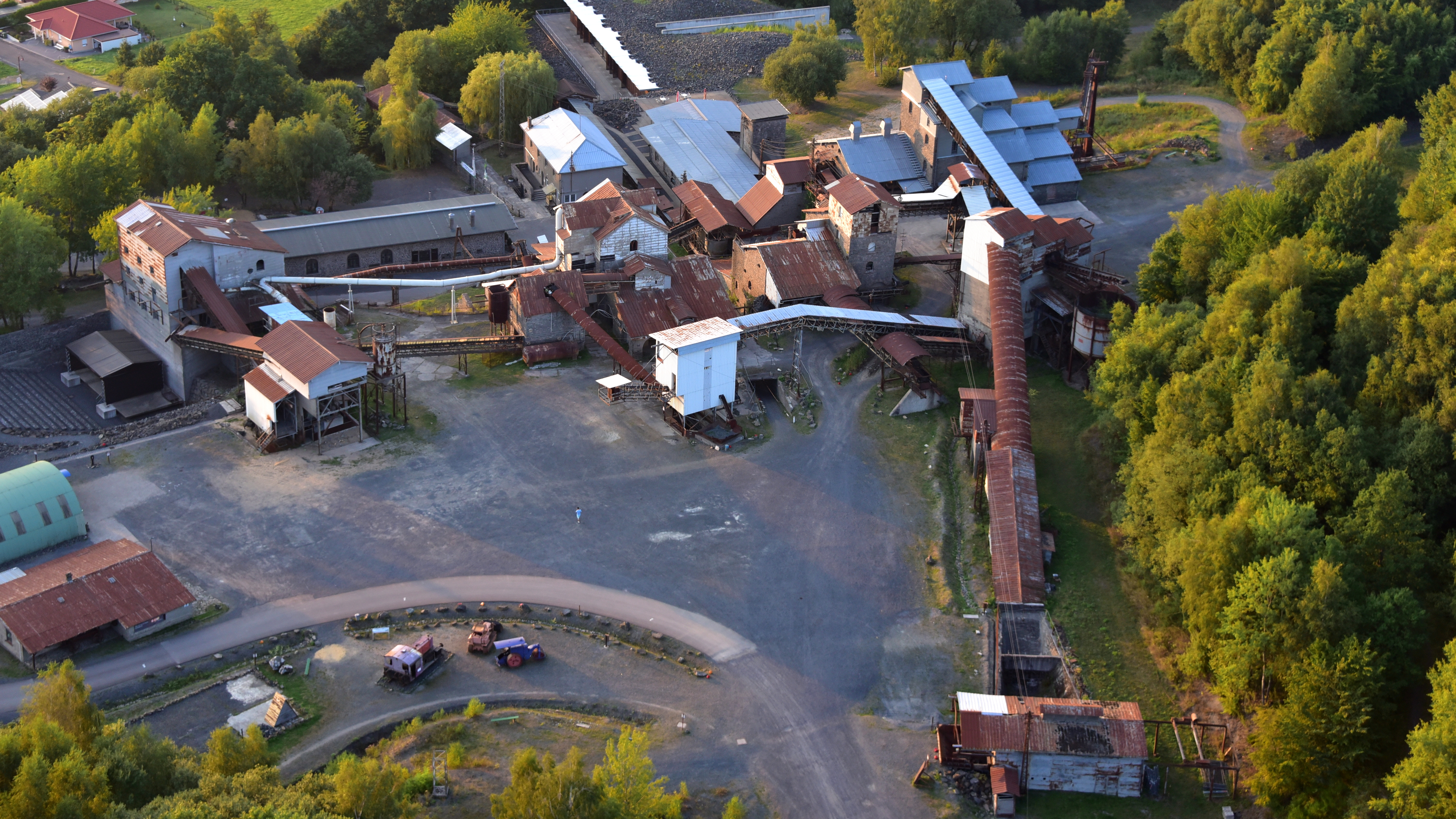
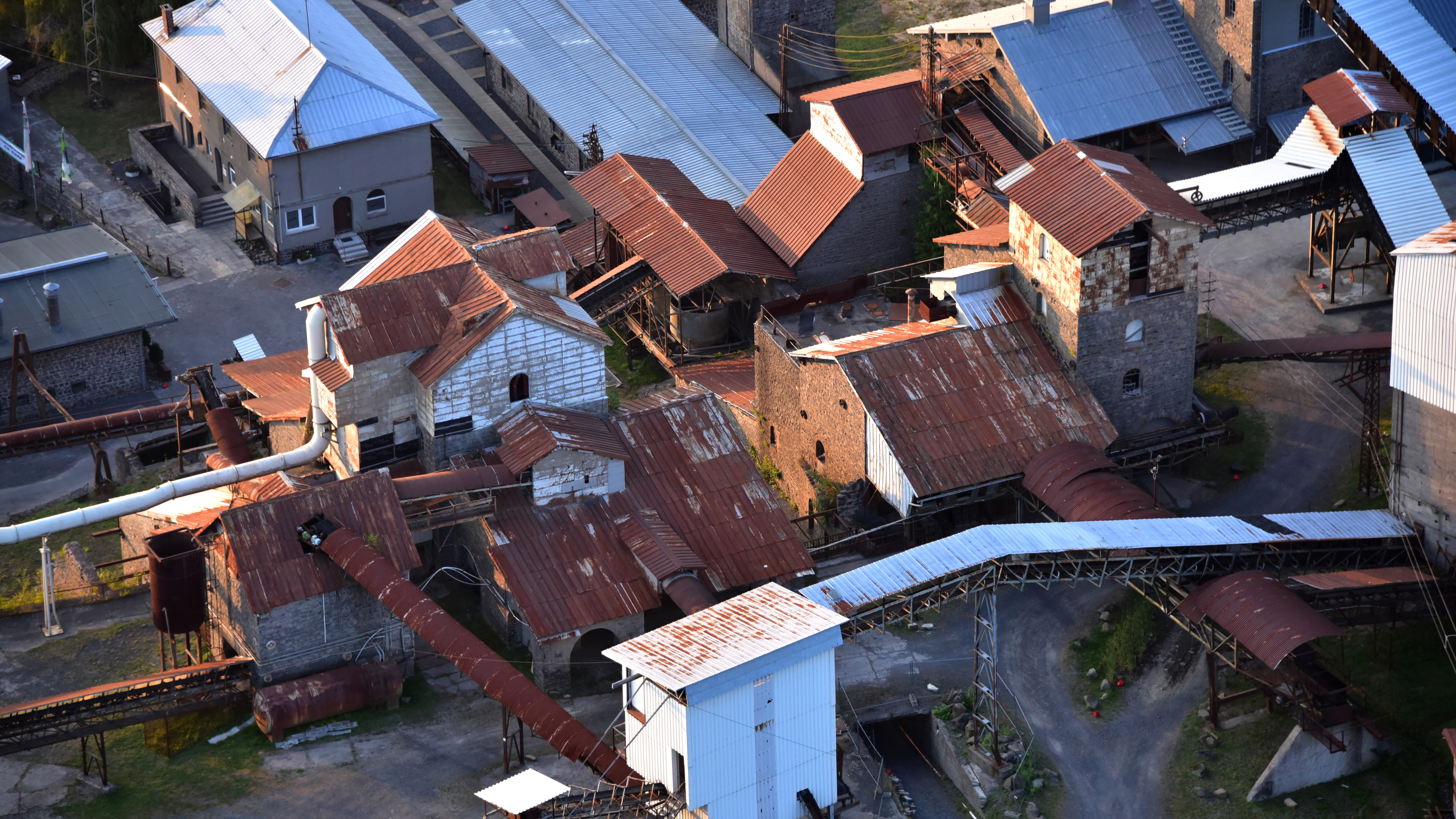
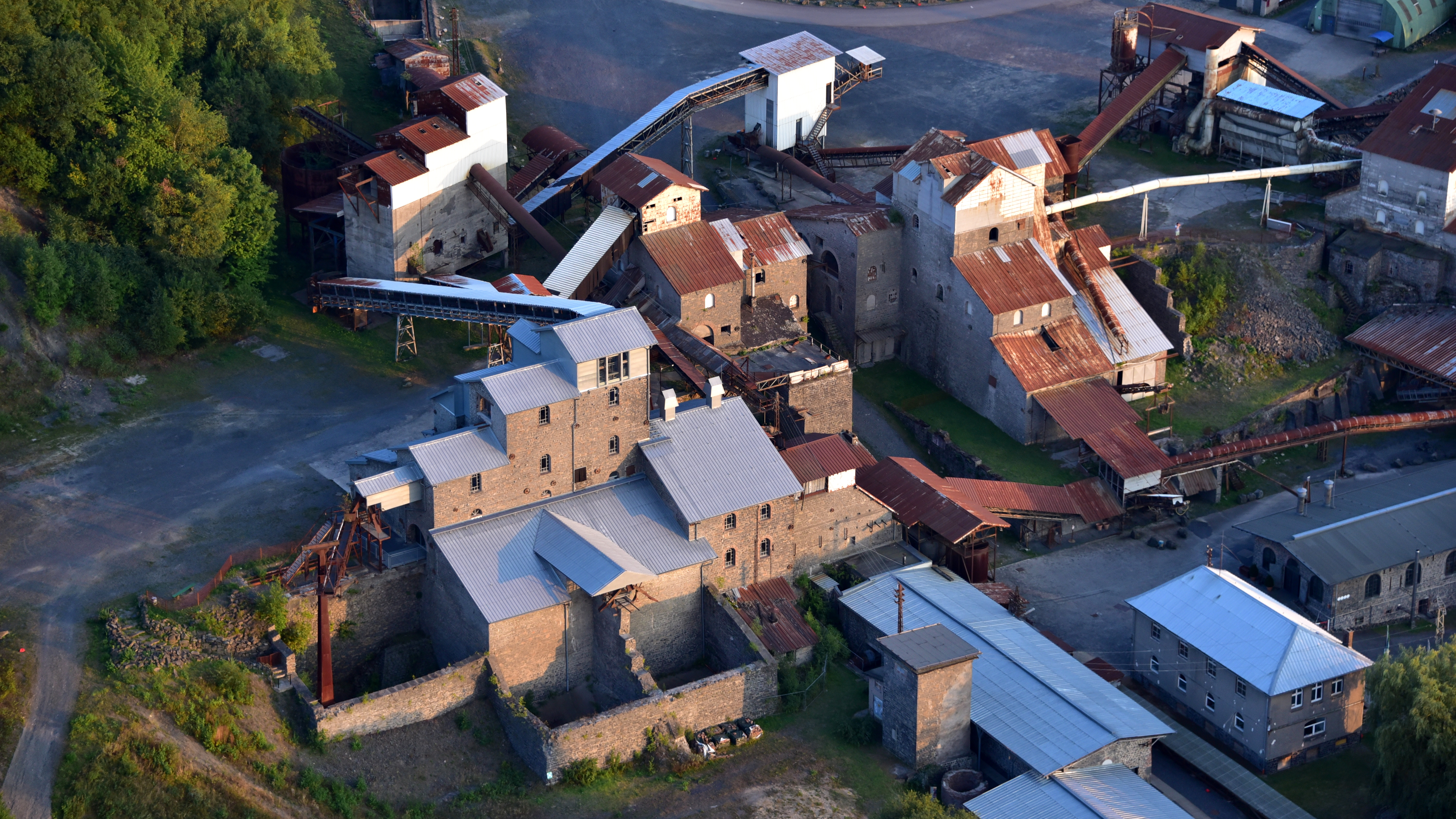
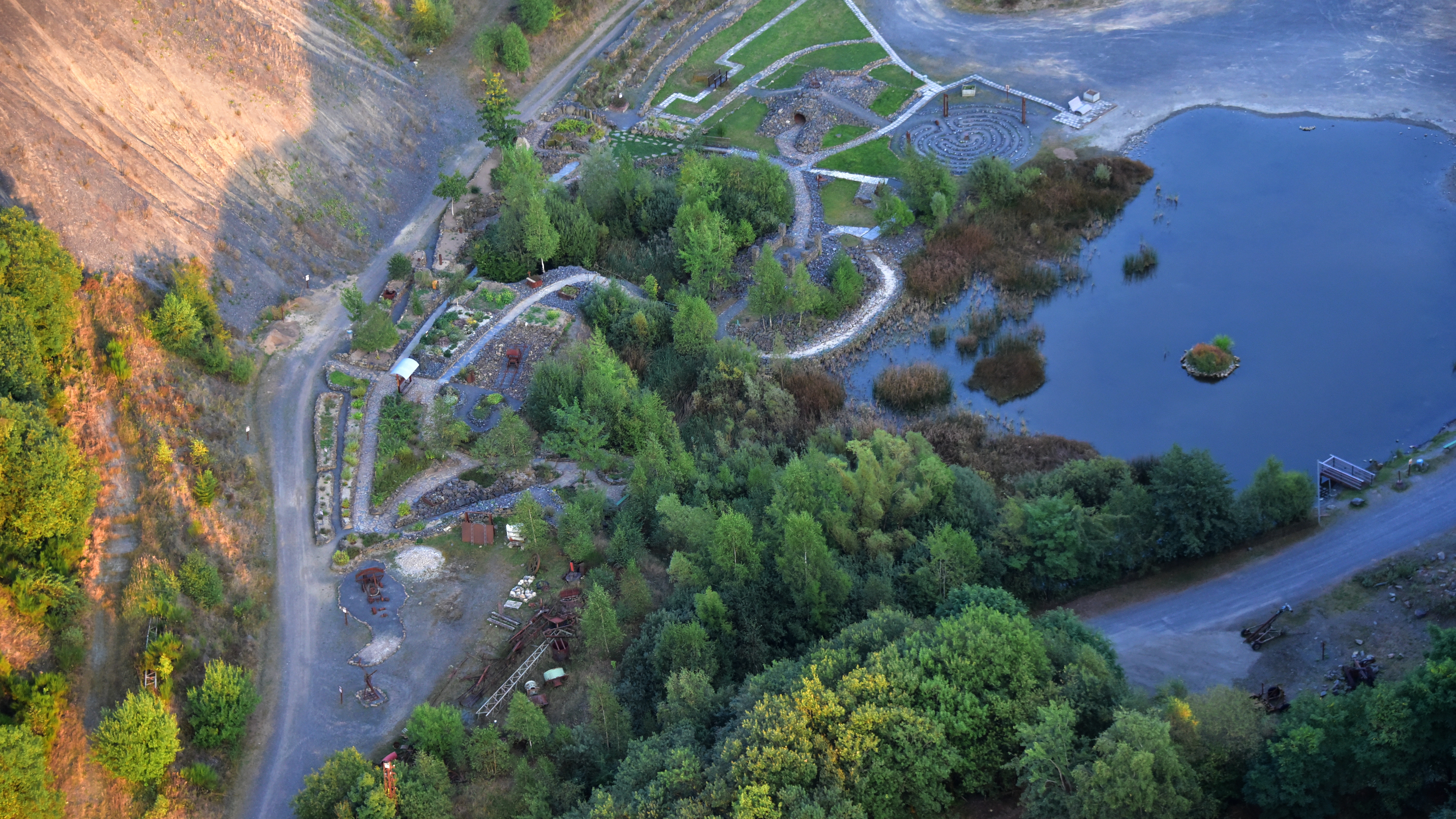
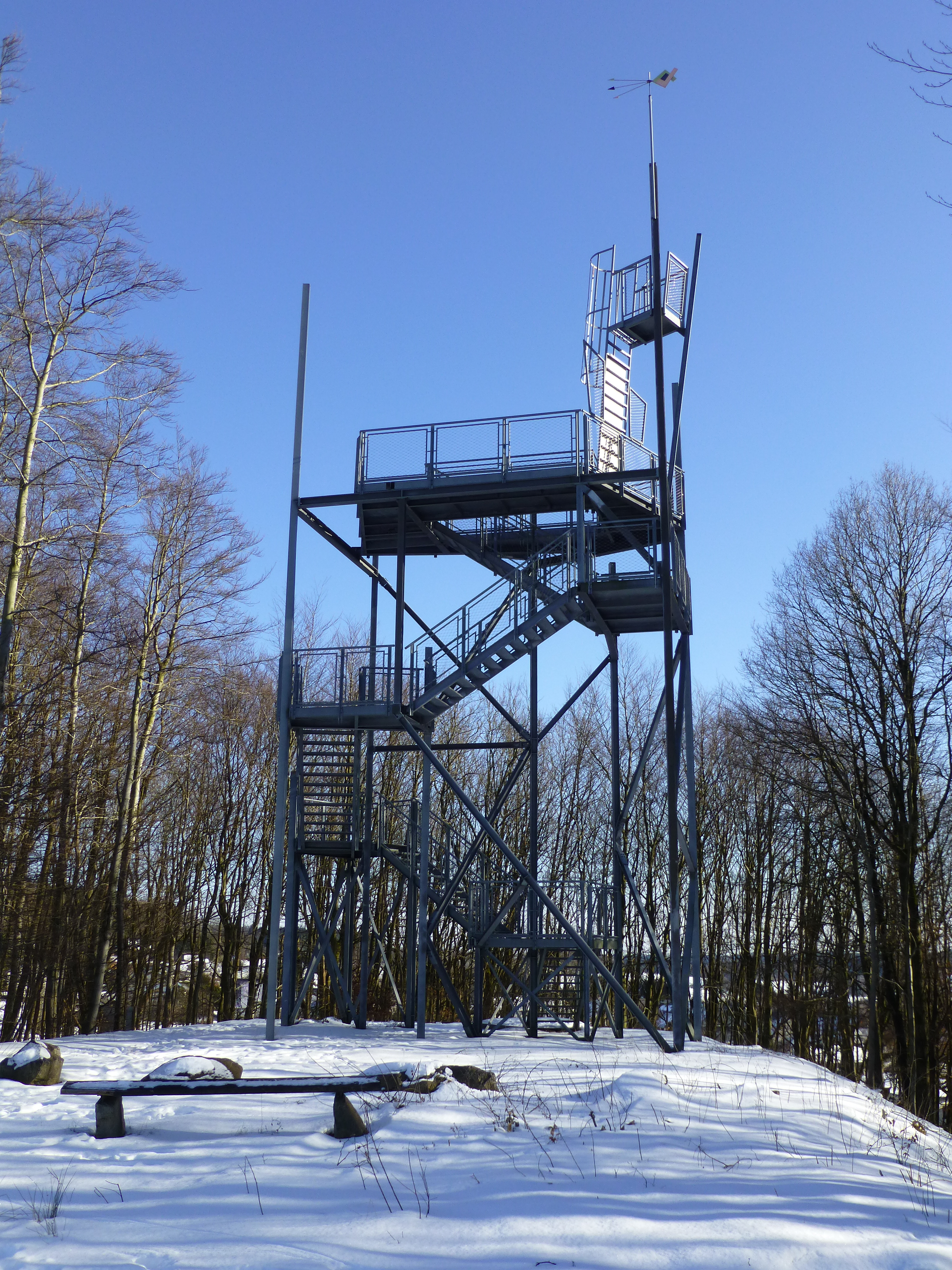
Aussichtsturm Stöffel